# Clorometil metil éter
El clorometil metil éter (CMME) es un compuesto con la fórmula química CH3OCH2Cl. Se trata de un éter cloroalquilo. 

## Preparación
Un método conveniente para prepararlo es mediante el uso de dimetoximetano y un cloruro de acilo en presencia de ácido de Lewis  en reacción catalítica. Una técnica muy similar, empleando un cloruro de acilo de alto punto de ebullición, se puede utilizar para preparar el material puro. Este método produce más del 93% de material puro con dimetoximetano como el único contaminante.  En contraste, el procedimiento venerable a partir de formaldehído, metanol y cloruro de hidrógeno da el material contaminado con una cantidad significativa de la peligrosa éter bis-clorometil y requiere destilación fraccionada.

## Aplicaciones
Se utiliza como un agente alquilante y disolvente industrial para la fabricación de cloruro de dodecilo, repelentes de agua, resinas de intercambio iónico, polímeros, y como un reactivo de clorometilación. En síntesis orgánica, se emplea para introducir el metoximetilo (MOM)a modo de grupo protector.

## Riesgos
Es una sustancia carcinógena, de hecho, la exposición crónica puede aumentar la incidencia de cáncer de las vías respiratorias, incluyendo el carcinoma de células pequeñas.  Es uno de los trece productos químicos regulados por la Administración de Seguridad y Salud en el Trabajo a pesar de no tener un límite de exposición permisible establecido.